# Dubouzet
Dubouzet är en udde i Antarktis. Den ligger i Västantarktis. Argentina, Chile och Storbritannien gör anspråk på området.
Terrängen inåt land är kuperad åt sydväst. Havet är nära Dubouzet åt nordost. Trakten är glest befolkad. Närmaste befolkade plats är Esperanza Base, 15,2 kilometer söder om Dubouzet. 